# Armadillidium tirolense
Armadillidium tirolense är en kräftdjursart som beskrevs av Karl Wilhelm Verhoeff 1901. Armadillidium tirolense ingår i släktet Armadillidium och familjen klotgråsuggor. Inga underarter finns listade i Catalogue of Life.